# Hendrik van Huwen
Hendrik van Huwen var en nederländsk-svensk arkitekt, verksam omkring 1570-1610 vid de stora slotts- och kyrkobyggena, senast vid Uppsala slott. Han namn är särskilt knutet till Klara kyrka, som blev färdig på 1580-talet.